# Angecourt
Angecourt ist ein auf 270 Metern über Meereshöhe gelegenes Dorf und eine Gemeinde im Département Ardennes in Frankreich. Sie gehört zum Kanton Vouziers und zum Arrondissement Sedan in der Region Grand Est. Nachbargemeinden sind Thelonne im Nordwesten, Remilly-Aillicourt im Nordosten, Villers-devant-Mouzon im Südosten und Haraucourt im Südwesten.

## Bevölkerungsentwicklung
| Jahr      | 1962 | 1968 | 1975 | 1982 | 1990 | 1999 | 2006 | 2015 |
| --------- | ---- | ---- | ---- | ---- | ---- | ---- | ---- | ---- |
| Einwohner | 448  | 416  | 397  | 407  | 359  | 350  | 334  | 393  |